# Lâmpada de lava

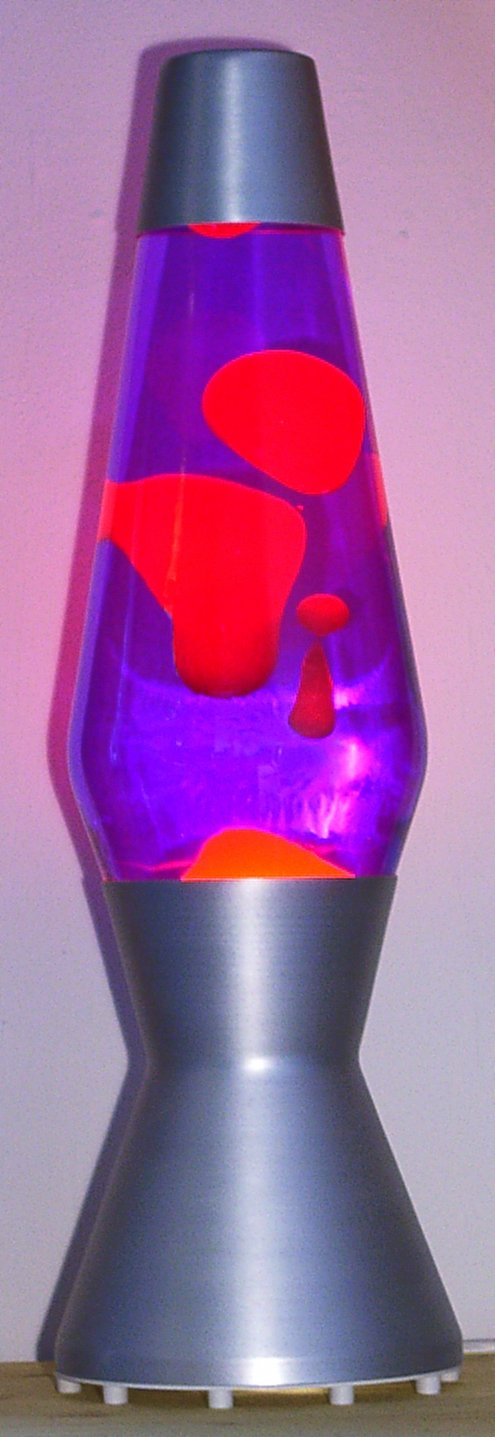
Uma típica "lâmpada de lava".

Lâmpada de lava, conhecida em inglês como lava lamp, é uma lâmpada mais utilizada para decorar do que para iluminar. É assim chamada por produzir um efeito que lembra lava. Edward Craven Walker foi o inventor da lâmpada de lava «Astro».